# Себастьян Ларо
Себастьян Ларо (фр. Sébastien Lareau) — колишній канадський тенісист, олімпійський чемпіон, чемпіон США в парній грі, переможець підсумкового турніру року в парному розряді. Найвищу одиночну позицію світового рейтингу — 76 місце досяг 17 квітня 1995, парну — 4 місце — 11 жовтня 1999 року. Здобув 16 парних титулів.
Золоту олімпійську медаль та звання олімпійського чемпіона Ларо виборов на Сіднейській олімпіаді 2000 року в парних змаганнях, граючи разом із Деніелом Нестором.
За рік перед тим він став переможцем Відкритого чемпіонату США в парних змаганнях, граючи разом із американцем Алексом О'Браєном. Це був перший титул Великого шолома, завойований канадським тенісистом. 
Завершив кар'єру 2001 року.

## Фінали Олімпіад

### Парний розряд: 1 (1 золота медаль)
| Результат | Рік  | Місце  | Покриття | Партнер       | Суперники                  | Рахунок            |
| --------- | ---- | ------ | -------- | ------------- | -------------------------- | ------------------ |
| Золото    | 2000 | Сідней | Тверде   | Деніел Нестор | Тодд Вудбрідж Марк Вудфорд | 5–7, 6–3, 6–4, 7–6 |

## Фінали турнірів Великого шолома

### Парний розряд: 3 (1–2)
| Результат | Рік  | Турнір                                 | Покриття | Партнер       | Суперники                  | Рахунок            |
| --------- | ---- | -------------------------------------- | -------- | ------------- | -------------------------- | ------------------ |
| Поразка   | 1996 | Відкритий чемпіонат Австралії з тенісу | Тверде   | Алекс О'Браєн | Стефан Едберг Петр Корда   | 5–7, 5–7, 6–4, 1–6 |
| Поразка   | 1997 | Відкритий чемпіонат Австралії          | Тверде   | Алекс О'Браєн | Тодд Вудбрідж Марк Вудфорд | 6–4, 5–7, 5–7, 3–6 |
| Перемога  | 1999 | Відкритий чемпіонат США                | Тверде   | Алекс О'Браєн | Магеш Бгупаті Леандер Паес | 7–6(9–7), 6–4      |

## Фінали турнірів ATP за кар'єру

### Парний розряд: 31 (16–15)
| Легенда                  |
| ------------------------ |
| Великий шлем (1–2)       |
| Tennis Masters Cup (1–1) |
| Серія Мастерс ATP (4–1)  |
| Серія турнірів ATP (4–5) |
| Тур ATP (6–6)            |

| Фінали за покриттям |
| ------------------- |
| Тверде (11–9)       |
| Ґрунт (0–1)         |
| Трава (1–2)         |
| Килим (4–3)         |

| Результат | W-L | Дата     | Турнір                                           | Покриття   | Партнер           | Суперники                         | Рахунок                 |
| --------- | --- | -------- | ------------------------------------------------ | ---------- | ----------------- | --------------------------------- | ----------------------- |
| Поразка   | 1.  | Кві 1994 | Токіо, Японія                                    | Тверде     | Патрік Макінрой   | Генрік Гольм Андерс Яррід         | 6–7, 1–6                |
| Поразка   | 2.  | Кві 1994 | Сеул, Південна Корея                             | Тверде     | Кент Кіннієр      | Стефан Сіміан Кенні Торн          | 4–6, 6–3, 5–7           |
| Поразка   | 3.  | Лис 1994 | Антверпен, Бельгія                               | Килим      | Гендрік Ян Давідс | Ян Апелль Йонас Бйоркман          | 6–4, 1–6, 2–6           |
| Перемога  | 1.  | Тра 1995 | Сеул, Південна Корея                             | Тверде     | Джефф Таранго     | Джошуа Ігл Ендрю Флорент          | 6–3, 6–2                |
| Перемога  | 2.  | Жов 1995 | Пекін, КНР                                       | Килим (i)  | Томмі Го          | Дік Норман Фернон Вібір           | 7–6, 7–6                |
| Поразка   | 4.  | Січ 1996 | Відкритий чемпіонат Австралії з тенісу, Мельбурн | Тверде     | Алекс О'Браєн     | Стефан Едберг Петр Корда          | 5–7, 5–7, 6–4, 1–6      |
| Поразка   | 5.  | Чер 1996 | Queen's Club, Англія                             | Трава      | Алекс О'Браєн     | Марк Вудфорд Тодд Вудбрідж        | 3–6, 6–7                |
| Поразка   | 6.  | Кві 1996 | Фінал ATP, Гартфорд                              | Килим (i)  | Алекс О'Браєн     | Марк Вудфорд Тодд Вудбрідж        | 4–6, 7–5, 2–6, 6–7(3–7) |
| Перемога  | 3.  | Жов 1996 | Штуттґард, Німеччина                             | Килим (i)  | Алекс О'Браєн     | Якко Елтінг Паул Гаргейс          | 3–6, 6–4, 6–3           |
| Поразка   | 7.  | Січ 1997 | Відкритий чемпіонат Австралії, Мельбурн          | Тверде     | Алекс О'Браєн     | Марк Вудфорд Тодд Вудбрідж        | 6–4, 5–7, 5–7, 3–6      |
| Перемога  | 4.  | Бер 1997 | Філадельфія, США                                 | Тверде (i) | Алекс О'Браєн     | Елліс Феррейра Патрік Гелбрайт    | 6–3, 6–3                |
| Перемога  | 5.  | Лип 1997 | Лос-Анджелес, США                                | Тверде     | Алекс О'Браєн     | Магеш Бгупаті Рік Ліч             | 7–6, 6–4                |
| Поразка   | 8.  | Сер 1997 | Монреаль, Канада                                 | Тверде     | Алекс О'Браєн     | Магеш Бгупаті Леандер Паес        | 6–7, 3–6                |
| Поразка   | 9.  | Сер 1997 | Нью-Гейвен, США                                  | Тверде     | Алекс О'Браєн     | Магеш Бгупаті Леандер Паес        | 4–6, 7–6, 2–6           |
| Перемога  | 6.  | Кві 1998 | Токіо, Японія                                    | Тверде     | Деніел Нестор     | Олів'є Делетр Стефано Пескосолідо | 6–4, 4–6, 6–4           |
| Поразка   | 10. | Чер 1998 | Nottingham Open, Англія                          | Трава      | Деніел Нестор     | Джастін Гімелстоб Байрон Талбот   | 5–7, 7–6, 4–6           |
| Поразка   | 11. | Сер 1998 | Нью-Гейвен, США                                  | Тверде     | Алекс О'Браєн     | Вейн Артурс Петер Трамаккі        | 6–7, 6–1, 3–6           |
| Перемога  | 7.  | Лис 1998 | Штуттґард, Німеччина                             | Тверде (i) | Алекс О'Браєн     | Магеш Бгупаті Леандер Паес        | 6–3, 3–6, 7–5           |
| Перемога  | 8.  | Січ 1999 | Сідней, Австралія                                | Тверде     | Деніел Нестор     | Патрік Гелбрайт Паул Гаргейс      | 6–3, 6–4                |
| Поразка   | 12. | Лют 1999 | Мемфіс, США                                      | Тверде (i) | Алекс О'Браєн     | Тодд Вудбрідж Марк Вудфорд        | 3–6, 4–6                |
| Перемога  | 9.  | Чер 1999 | Queen's Club, Англія                             | Трава      | Алекс О'Браєн     | Тодд Вудбрідж Марк Вудфорд        | 6–3, 7–6                |
| Перемога  | 10. | Сер 1999 | Washington Open, США                             | Тверде     | Джастін Гімелстоб | Девід Адамс Джон-Лаффньє де Ягер  | 7–5, 6–7, 6–3           |
| Перемога  | 11. | Вер 1999 | Відкритий чемпіонат США з тенісу, Нью-Йорк       | Тверде     | Алекс О'Браєн     | Магеш Бгупаті Леандер Паес        | 7–6(9–7), 6–4           |
| Перемога  | 12. | Жов 1999 | Шанхай, КНР                                      | Тверде     | Деніел Нестор     | Тодд Вудбрідж Марк Вудфорд        | 7–5, 6–3                |
| Перемога  | 13. | Лис 1999 | Париж, Франція                                   | Килим (i)  | Алекс О'Браєн     | Джаред Палмер Паул Гаргейс        | 7–6, 7–5                |
| Перемога  | 14. | Лис 1999 | Doubles Championships, Гартфорд                  | Килим (i)  | Алекс О'Браєн     | Магеш Бгупаті Леандер Паес        | 6–3, 6–2, 6–2           |
| Перемога  | 15. | Лют 2000 | Мемфіс, США                                      | Тверде (i) | Джастін Гімелстоб | Джим Грабб Річі Ренеберг          | 6–2, 6–4                |
| Поразка   | 13. | Бер 2000 | Копенгаген, Данія                                | Килим (i)  | Йонас Бйоркман    | Мартін Дамм Давід Пріносіл        | 1–6, 7–5, 5–7           |
| Поразка   | 14. | Тра 2000 | Орландо, США                                     | Ґрунт      | Джастін Гімелстоб | Леандер Паес Ян Сімерінк          | 3–6, 4–6                |
| Перемога  | 16. | Сер 2000 | Торонто, Канада                                  | Тверде     | Деніел Нестор     | Джошуа Ігл Ендрю Флорент          | 6–3, 7–6(7–3)           |
| Поразка   | 15. | Сер 2001 | Індіанаполіс, США                                | Тверде     | Магеш Бгупаті     | Марк Ноулз (тенісист) Браян Макфі | 6–7, 7–5, 4–6           |

## Досягнення в парному розряді
| W | Ф | ПФ | ЧФ | #Р | КТ | К# | DNQ | A | NH |

| Турнір                                 | 1989  | 1990  | 1991  | 1992  | 1993  | 1994  | 1995  | 1996  | 1997  | 1998  | 1999  | 2000  | 2001  | 2002  | ТУ за кар'єру | Виграшів-поразок за кар'єру |
| -------------------------------------- | ----- | ----- | ----- | ----- | ----- | ----- | ----- | ----- | ----- | ----- | ----- | ----- | ----- | ----- | ------------- | --------------------------- |
| Турніри Великого шолома                |       |       |       |       |       |       |       |       |       |       |       |       |       |       |               |                             |
| Відкритий чемпіонат Австралії з тенісу |       |       |       |       |       | ЧФ    | 2р    | Ф     | Ф     | 1р    | 1р    | 1р    | 3р    |       | 0 / 8         | 16–8                        |
| Відкритий чемпіонат Франції з тенісу   |       |       |       |       |       |       | 3р    | 3р    | 2р    | 3р    | 1р    | ЧФ    |       |       | 0 / 6         | 10–6                        |
| Вімблдонський турнір                   |       |       |       |       |       | 3р    | 2р    | 3р    | 1р    | ПФ    | ЧФ    | ЧФ    | 1р    |       | 0 / 8         | 15–8                        |
| Відкритий чемпіонат США з тенісу       |       |       |       |       | ПФ    | 2р    | 1р    | ЧФ    | 2р    | 1р    | П     | ЧФ    | 2р    |       | 1 / 9         | 18–8                        |
| ТУ на турнірах Великого шлему          | 0 / 0 | 0 / 0 | 0 / 0 | 0 / 0 | 0 / 1 | 0 / 3 | 0 / 4 | 0 / 4 | 0 / 4 | 0 / 4 | 1 / 4 | 0 / 4 | 0 / 3 | 0 / 0 | 1 / 31        | N/A                         |
| В-П за сезон                           | 0–0   | 0–0   | 0–0   | 0–0   | 4–1   | 6–3   | 4–4   | 12–4  | 7–4   | 6–4   | 9–3   | 9–4   | 3–3   | 0–0   | N/A           | 59–30                       |
| Серія Мастерс                          |       |       |       |       |       |       |       |       |       |       |       |       |       |       |               |                             |
| Індіан-Веллс                           | NME   |       |       |       |       | ЧФ    |       |       | ЧФ    | 1р    | 1р    | 3р    |       |       | 0 / 5         | 5–5                         |
| Відкритий чемпіонат Маямі з тенісу     | NME   |       |       |       |       | 1р    |       | ЧФ    | 3р    | 2р    | 2р    | ЧФ    | 2р    |       | 0 / 7         | 6–7                         |
| Монте-Карло                            | NME   |       |       |       |       |       |       |       |       |       |       |       |       |       | 0 / 0         | 0–0                         |
| Рим                                    | NME   |       |       |       |       |       |       |       |       |       |       |       |       |       | 0 / 0         | 0–0                         |
| Гамбург                                | NME   |       |       |       |       |       |       |       |       |       |       |       |       |       | 0 / 0         | 0–0                         |
| Мастерс Канада                         | NME   |       | ЧФ    | 1р    | ЧФ    | 1р    | 1р    | ЧФ    | Ф     | ЧФ    | 2р    | П     | 1р    |       | 1 / 11        | 17–10                       |
| Мастерс Цинциннаті                     | NME   |       |       |       | 2р    | 2р    | 2р    | 2р    | ПФ    | ЧФ    | 2р    | ПФ    | 1р    |       | 0 / 9         | 12–9                        |
| Штутгарт                               | NME   |       |       |       |       | 1р    |       | П     | ПФ    | П     | ЧФ    | 2р    |       |       | 2 / 6         | 12–4                        |
| Париж                                  | NME   |       |       |       |       |       |       | 2р    |       | 2р    | П     |       |       |       | 1 / 3         | 5–2                         |
| ТУ на турнірах Серії Мастерс           | N/A   | 0 / 0 | 0 / 1 | 0 / 1 | 0 / 2 | 0 / 5 | 0 / 2 | 1 / 5 | 0 / 5 | 1 / 6 | 1 / 6 | 1 / 5 | 0 / 3 | 0 / 0 | 4 / 41        | N/A                         |
| В-П за сезон                           | N/A   | 0–0   | 2–1   | 0–1   | 3–2   | 3–5   | 1–2   | 9–4   | 10–5  | 11–5  | 7–5   | 10–3  | 1–4   | 0–0   | N/A           | 57–37                       |
| Рейтинг на кінець року                 | 659   | 861   | 287   | 332   | 67    | 42    | 55    | 17    | 15    | 17    | 4     | 17    | 118   | 1536  | N/A           | N/A                         |